# Distichona
Distichona – rodzaj muchówek z rodziny rączycowatych (Tachinidae).

## Wybrane gatunki
- D. autumnalis (Townsend, 1909)[1]
- D. georgiae (Brauer & Bergenstamm, 1891)[1]
- D. kansensis (Townsend, 1892)[1]